# Ambolodia Sud
Ambolodia Sud lub Ambolodia Atsimo – miasto i gmina (kaominina) w dystrykcie Besalampy, w regionie Melaky na Madagaskarze.

## Geografia
Miejscowość położona jest nad brzegiem rzeki Ranobe.

## Demografia i ekonomia
W 2001 roku oszacowano liczbę jego mieszkańców na 2 000. W mieście dostępna jest edukacja podstawowa. 90% ludności pracującej trudni się rolnictwem, a pozostałe 10% hodowlą. Główną rośliną uprawną jest tu rafia, a do innych należą maniok jadalny i ryż.